# Fannie Lou Hamer
Fannie Lou Hamer (nascida Fannie Lou Townsend; 6 de outubro de 1917 - 14 de março de 1977) foi uma ativista por direitos políticos e civis estadunidense. Ela foi fundamental na organização do Freedom Summer do Mississippi, uma campanha para ampliar a participação política de afro-estadunidenses nesse estado marcado pelo racismo na década de 1960, e mais tarde tornou-se vice-presidenta do Partido Democrático da Liberdade do Mississippi, que representou na Convenção Nacional Democrata de 1964 em Atlantic City, Nova Jersey.

## Início da vida
Hamer nasceu em Montgomery County, Mississippi, a mais nova das vinte crianças de Ella e James Lee Townsend. Sua família moveu-se para o Condado de Sunflower, Mississippi em 1919 para trabalhar na plantação de W. D. Marlow. Hamer colheu algodão com sua família, começando com a idade de 6 anos. Ela frequentou a escola em um quarto na plantação, de 1924 a 1930, quando teve de abandonar. Até os 13 anos, Hamer colhia 200 a 300 libras de algodão diariamente. Em 1944, depois que o proprietário da plantação descobriu que ela era alfabetizada, Hamer foi selecionada para ser um cargo de controle da produção. Em 1945 casou-se com Perry "Pap" Hamer. Eles trabalharam juntos na plantação pelos próximos 18 anos.
Durante uma cirurgia para remover um tumor, em 1961, Hamer também foi submetida a uma histerectomia sem o seu consentimento por um médico branco como parte do plano do estado do Mississippi para reduzir o número de negros pobres no estado. (Hamer é creditada por ter cunhado a frase "apendicectomia do Mississippi" como um eufemismo para a esterilização sem consentimento ou desinformada de mulheres negras, comum no Sul na década de 1960.) Os Hamers mais tarde acolheram duas meninas pobres, que mais tarde decidiram adotar.

## Ativismo por direitos civis
Em 23 de agosto de 1962, o Rev. James Bevel, um organizador do Comitê de Coordenação de Estudantes Não-Violentos (SNCC, da sigla em inglês) e um assessor de Martin Luther King Jr., fez um sermão em Ruleville, Mississippi, seguido de um apelo para que as pessoas lá reunidas se inscrevessem para votar. As pessoas negras que se inscreviam para votar no Sul enfrentavam sérias dificuldades naquela época devido ao racismo institucionalizado, incluindo assédio, perda de  empregos, espancamentos e linchamentos. Hamer foi a primeira inscrita. Ela disse mais tarde: "Eu acho que se eu tivesse a compreensão daquilo, eu teria ficado um pouco assustada - mas por que temer? A única coisa que eles podiam fazer era me matar, e parecia que eles o estavam tentando fazer aos poucos desde sempre". Iniciou assim sua participação no ativismo por direitos civis e políticos.
Em 9 de junho de 1963, Hamer estava voltando de Charleston, na Carolina do Sul, com outros ativistas de uma oficina de alfabetização. Em Winona, Mississippi, o grupo foi preso por uma acusação falsa e encarcerada. Uma vez na cadeia, os colegas de Hamer foram espancados pela polícia na sala de interrogatório. Hamer foi então levada para uma cela onde dois prisioneiros foram ordenados, pela polícia, a espancá-la. Na ocasião, ela quase morreu e demorou mais de um mês para se recuperar.
No verão de 1964, o Partido Democrático da Liberdade do Mississippi, ou "Freedom Democrats", foi organizado com o objetivo de desafiar a delegação toda branca e contra os direitos civis do Mississippi que ia oficialmente à Convenção Nacional Democrata. Hamer foi eleita vice-presidenta.
Os esforços dos Freedom Democrats deram destaque nacional para a situação dos negros no Mississippi e representaram um empecilho ao presidente Lyndon B. Johnson, que buscava a indicação do Partido Democrata para a reeleição. O risco era que em outros estados ocorressem rachas por questões raciais. Hamer, cantando hinos em prol dos direitos civis, atraiu muita atenção da mídia, enfurecendo Johnson, que se referiu a ela em falar com seus conselheiros como "essa mulher analfabeta".
Hamer foi convidada, juntamente com outros Freedom Democrats, a dirigir-se à Comissão de Credenciais da Convenção. Ela contou os problemas que ela teve para obter o título de eleitor e a violência que sofreu na prisão em Winona. Aos prontos, concluiu:

Tudo isso é por conta que queremos votar [sic], para nos tornarmos cidadãos de primeira classe, e se isso ainda não aconteceu questiono a América. É esta América, a terra dos livres e a casa dos bravos onde temos que dormir com nossos telefones fora do gancho porque nossas vidas são ameaçadas diariamente porque queremos viver como seres humanos decentes - na América?— Fannie Lou Hamer
Em Washington, D.C., o presidente Johnson, temeroso do poder do testemunho de Hamer na televisão ao vivo, convocou uma conferência de imprensa de emergência em um esforço para desviar a cobertura da imprensa. As redes de televisão mudaram o foco para a Casa Branca a partir da cobertura do discurso de Hamer, acreditando que Johnson iria anunciar seu candidato à vice-presidência para a próxima eleição de novembro. Em vez disso, para a perplexidade dos jornalistas, ele fez uma homenagem a políticos. No entanto, muitas redes de televisão divulgaram o discurso de Hamer sem edição em seus programas de notícias da tarde. A Comissão de Credenciais recebeu milhares de chamadas e cartas em apoio aos Freedom Democrats.
Por conta da pressão, Johnson e outros democratas influentes negociaram a participação dos Freedom Democrats como delegados oficiais do partido, representando seu estado, o que efetivamente ocorreu em 1968. Hamer foi eleita delegada nacional do partido em 1972.

## Falecimento
Hamer morreu de complicações de hipertensão e câncer de mama em 14 de março de 1977, aos 59 anos, no Mound Bayou Community Hospital em Mound Bayou, Mississippi. Ela foi enterrada em sua cidade natal, Ruleville, Mississippi. Em sua lápide está gravada uma de suas famosas citações: "Eu estou doente e cansada de estar doente e cansada".
Seu velório, realizado em uma igreja, estava completamente cheio. Foi realizado um velório complementar numa escola de Ruleville, ao qual compareceram 1 500 pessoas.

## Legado e reconhecimento

### Composições em sua homenagem
- "Fannie Lou Hamer", de Sweet Honey in the Rock, um grupo de cantoras de Washington.[18]
- "All of the Places We've Been", de Gil Scott-Heron com Brian Jackson.
- "For Fannie Lou Hamer", de William Parker.
- Dark River, uma ópera sobre Hamer da compositora e pianista Mary D. Watkins.

### Honras e prêmios
- Título honorífico de doutora de Tougaloo College e Shaw University (1972)
- Nomeada ao Hall da Fama das Mulheres (1993)Referências

1. 1 2  «Fannie Lou Hamer: Civil Rights Activist | Mississippi History Now». mshistorynow.mdah.state.ms.us. Consultado em 2 de março de 2017
2. 1 2 3  The Role of Ideas in the Civil Rights South (em inglês). [S.l.]: Univ. Press of Mississippi. ISBN 9781604736908
3. ↑  Chana Kai Lee. For Freedom's Sake: The Life of Fannie Lou Hamer. University of Illinois Press, 2000, p. 6.
4. ↑  «Library System - Howard University». www.howard.edu. Consultado em 2 de março de 2017
5. 1 2  «Fannie Lou Hamer». Biography (em inglês). Consultado em 2 de março de 2017
6. ↑  Nelson, Jennifer (2003). Women of Color and the Reproductive Rights Movement. New York: NYU Press. ISBN 0-8147-5827-4.
7. ↑  Jones, Alethia; Eubanks, Virginia, eds. (2014). Ain't Gonna Let Nobody Turn Me Around: Forty Years of Movement Building with Barbara Smith. SUNY Press. p. 259. ISBN 1438451156.
8. ↑  Media, American Public. «Say It Plain - American RadioWorks». americanradioworks.publicradio.org (em inglês). Consultado em 2 de março de 2017
9. ↑  Joiner, Lottie L. (2 de setembro de 2014). «Remembering Civil Rights Heroine Fannie Lou Hamer: 'I'm Sick and Tired of Being Sick and Tired'». The Daily Beast. Consultado em 2 de março de 2017
10. ↑  Fierce, Tasha (26 de fevereiro de 2015). «Black Women Are Beaten, Sexually Assaulted and Killed By Police. Why Don't We Talk About It?». AlterNet
11. ↑  Dreier, Peter (26 de agosto de 2014). «"I Question America" -- Remembering Fannie Lou Hamer's Famous Speech 50 Years Ago». The Huffington Post. Consultado em 2 de março de 2017
12. ↑  Call, The Morning. «Robert H. Mayer: 50 years ago, Fannie Lou Hamer spoke up for democracy». themorningcall.com (em inglês)
13. 1 2  «Fannie Lou Hamer, and the still-endangered right to vote». Indianapolis Star (em inglês)
14. ↑  «WGBH American Experience . Freedom Summer | PBS». American Experience. Consultado em 2 de março de 2017
15. ↑  Writer, STEVEN LEMONGELLO Staff. «Black Mississippians create legacy». Press of Atlantic City (em inglês)
16. 1 2  Johnson, Thomas A. (15 de março de 1977). «Fannie Lou Hamer Dies; Left Farm To Lead Struggle for Civil Rights». The New York Times. ISSN 0362-4331
17. ↑  «Fannie Lou Hamer (1917 - 1977) - Find A Grave Memorial». www.findagrave.com. Consultado em 2 de março de 2017
18. ↑  «Discografia de Sweet Honey in the Rock». Arquivado do original em 29 de janeiro de 2010